# Enrique Simonet
Enrique Simonet Lombardo (Valencia, 2 febbraio 1866 – Madrid, 20 aprile 1927) è stato un pittore spagnolo.

## Biografia
Simonet studiò alla Real Academia de Bellas Artes de San Carlos de Valencia. Dal 1887 studiò pittura presso l'Accademia di belle arti di Roma, dove dipinse, nel 1890, Anatomia del cuore, noto anche come Aveva un cuore! o L'autopsia; un'opera che gli valse il riconoscimento internazionale oltre che numerosi premi.
Inoltre Simonet ricevette diversi premi internazionali a Madrid nel 1892, alla Fiera Colombiana di Chicago nel 1893, a Barcellona nel 1896 e all'Esposizione Universale di Parigi nel 1900. Il suo dipinto La decapitazione di san Paolo gode di una posizione privilegiata nella Cattedrale di Malaga. Nel 1904 Simonet dipinse Il giudizio di Paride (attualmente conservato al museo di Malaga). Nel 1911 divenne un membro della Real Academia de Bellas Artes de San Fernando a Madrid. 

## Galleria d'immagini

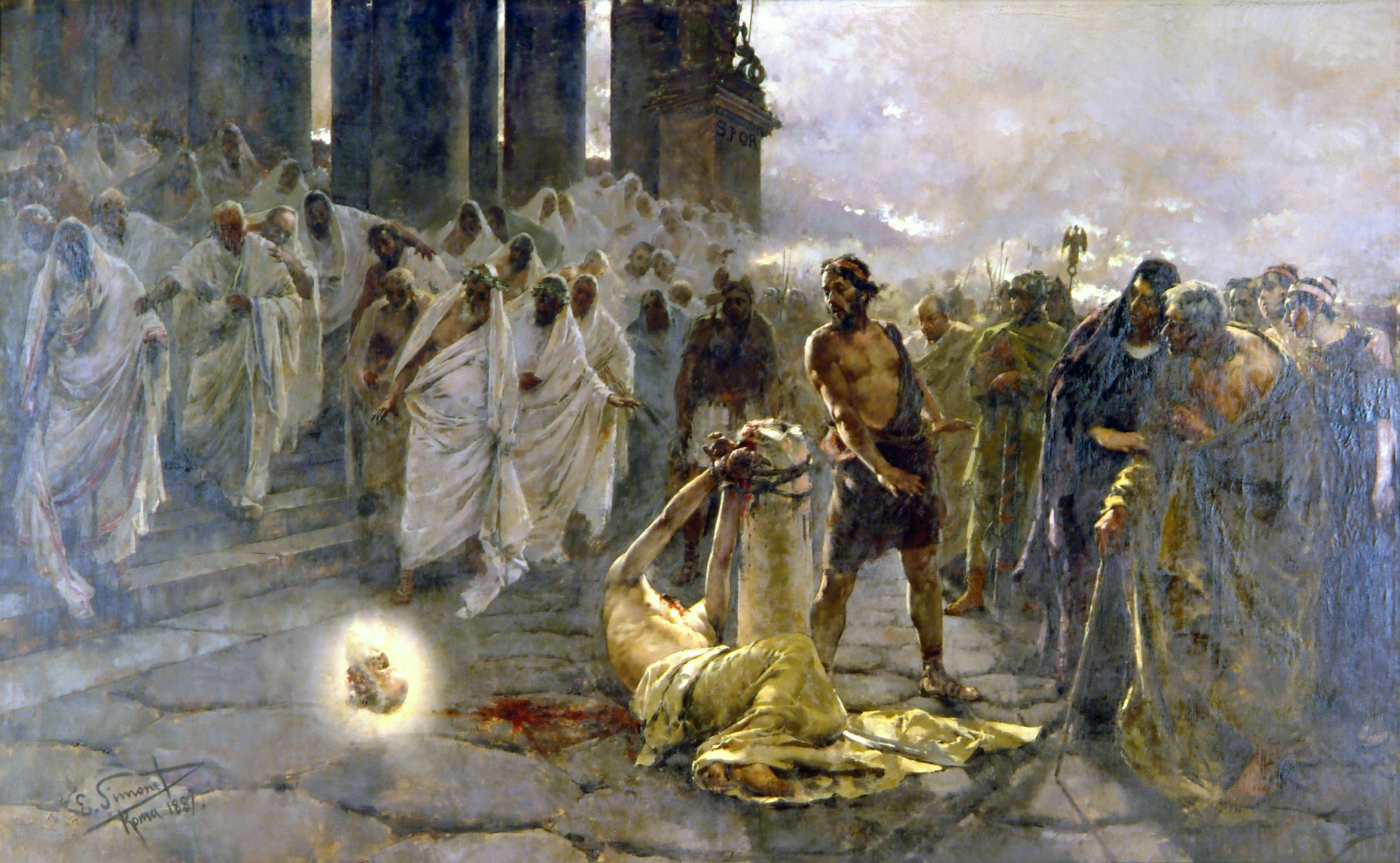
La decapitazione di san Paolo, 1887 (Cattedrale di Malaga)
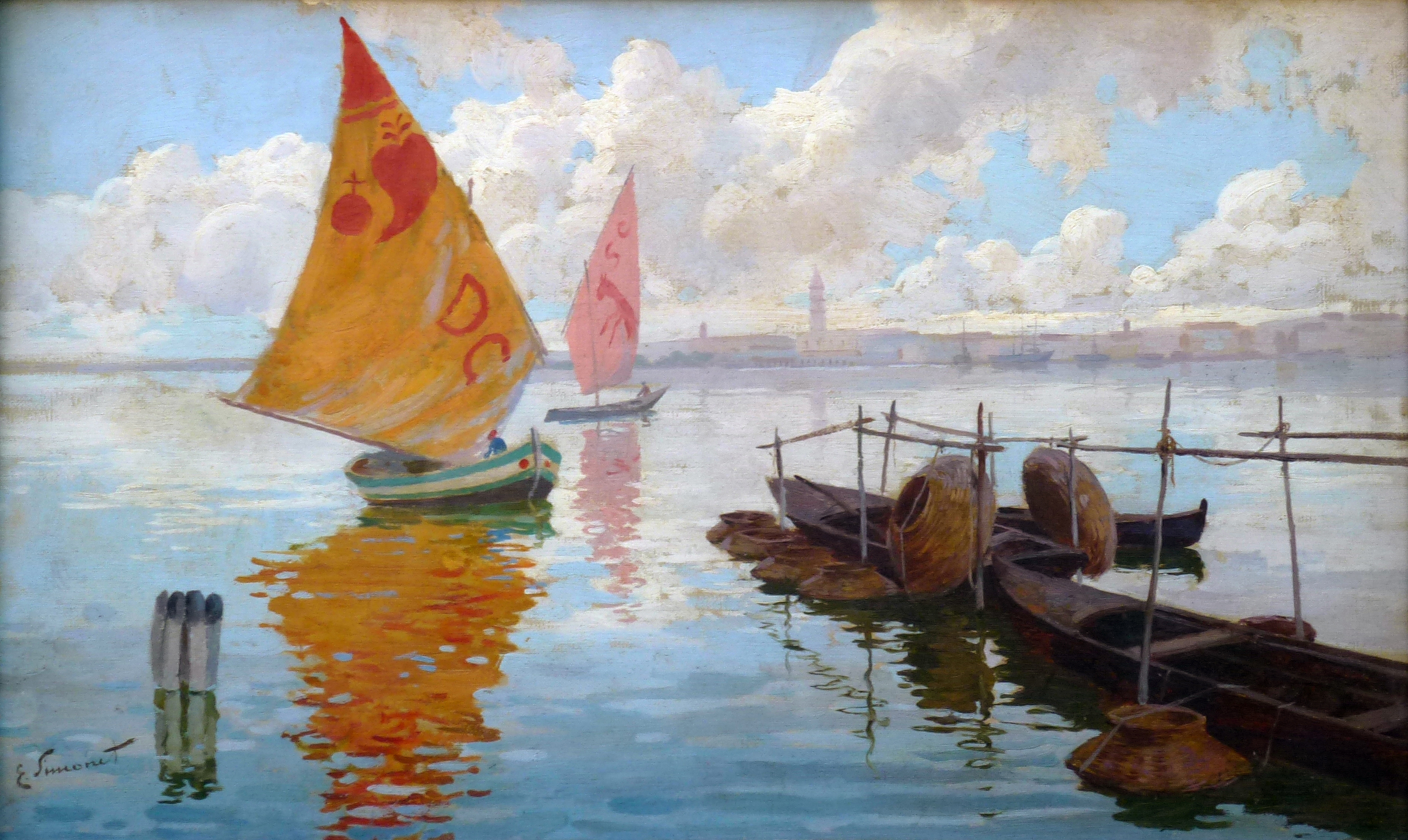
Marina veneziana, 1887-1890
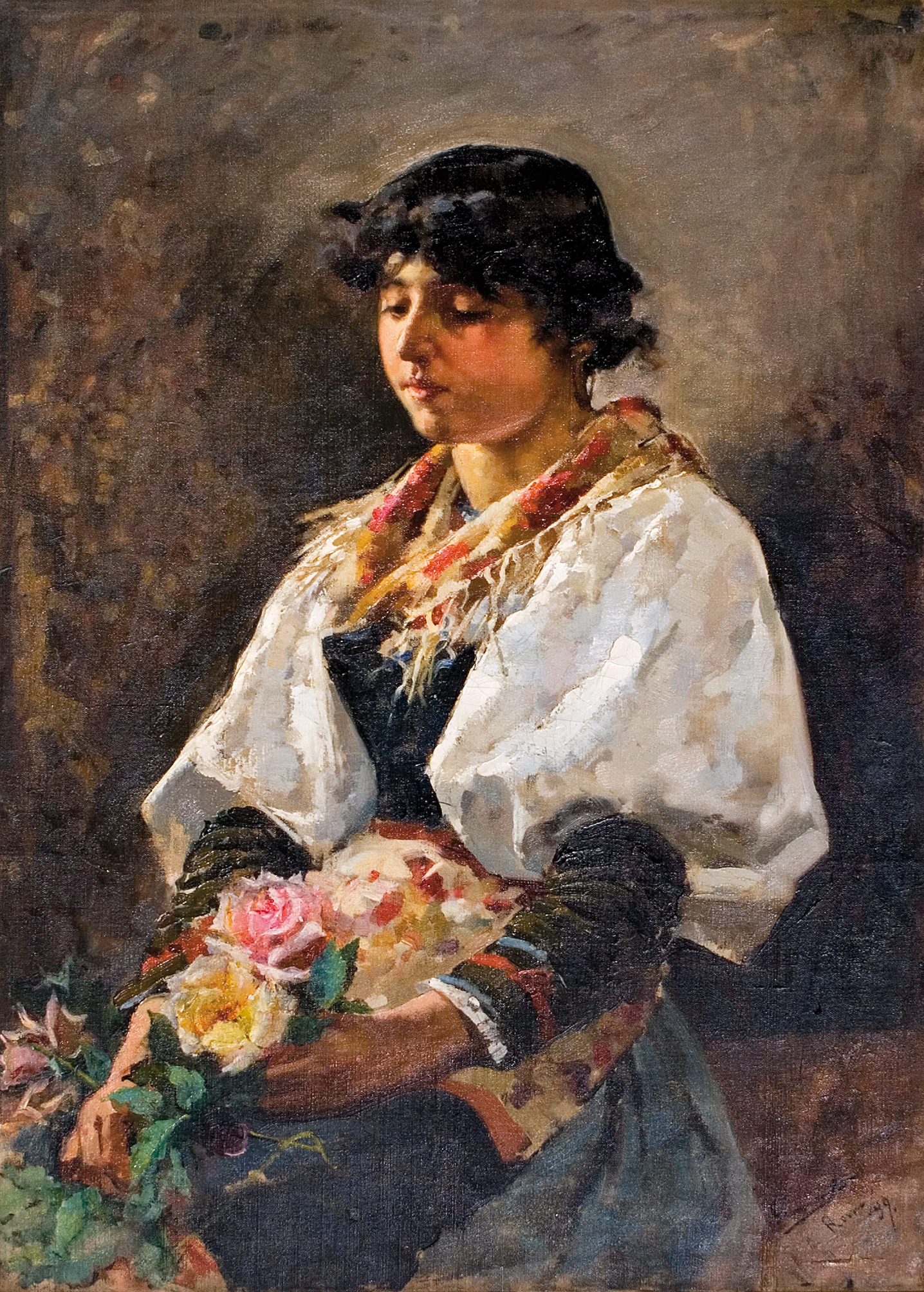
Ciociara, 1889 (Municipio di Málaga)
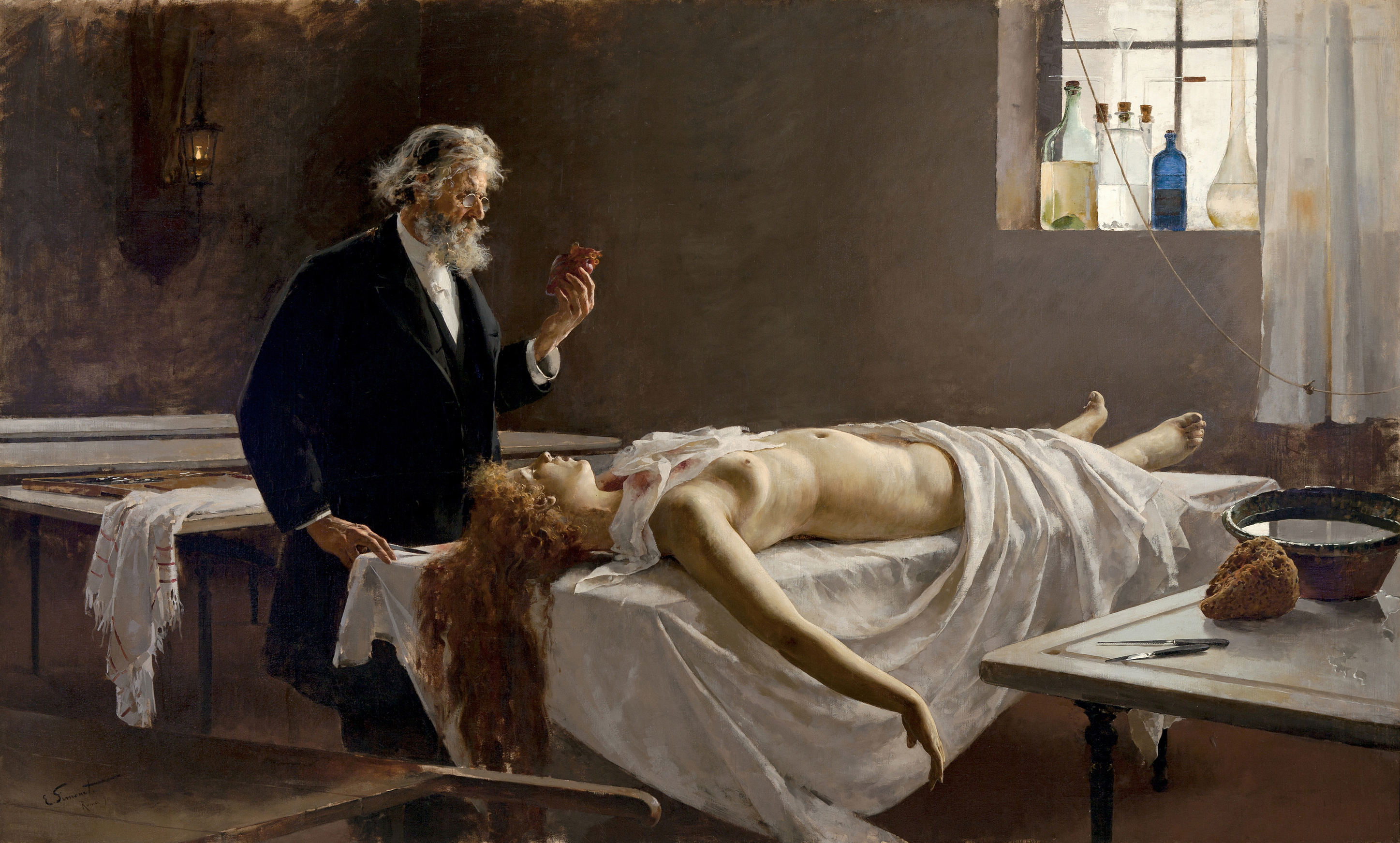
Anatomia del cuore, 1890 (Museo di Málaga)
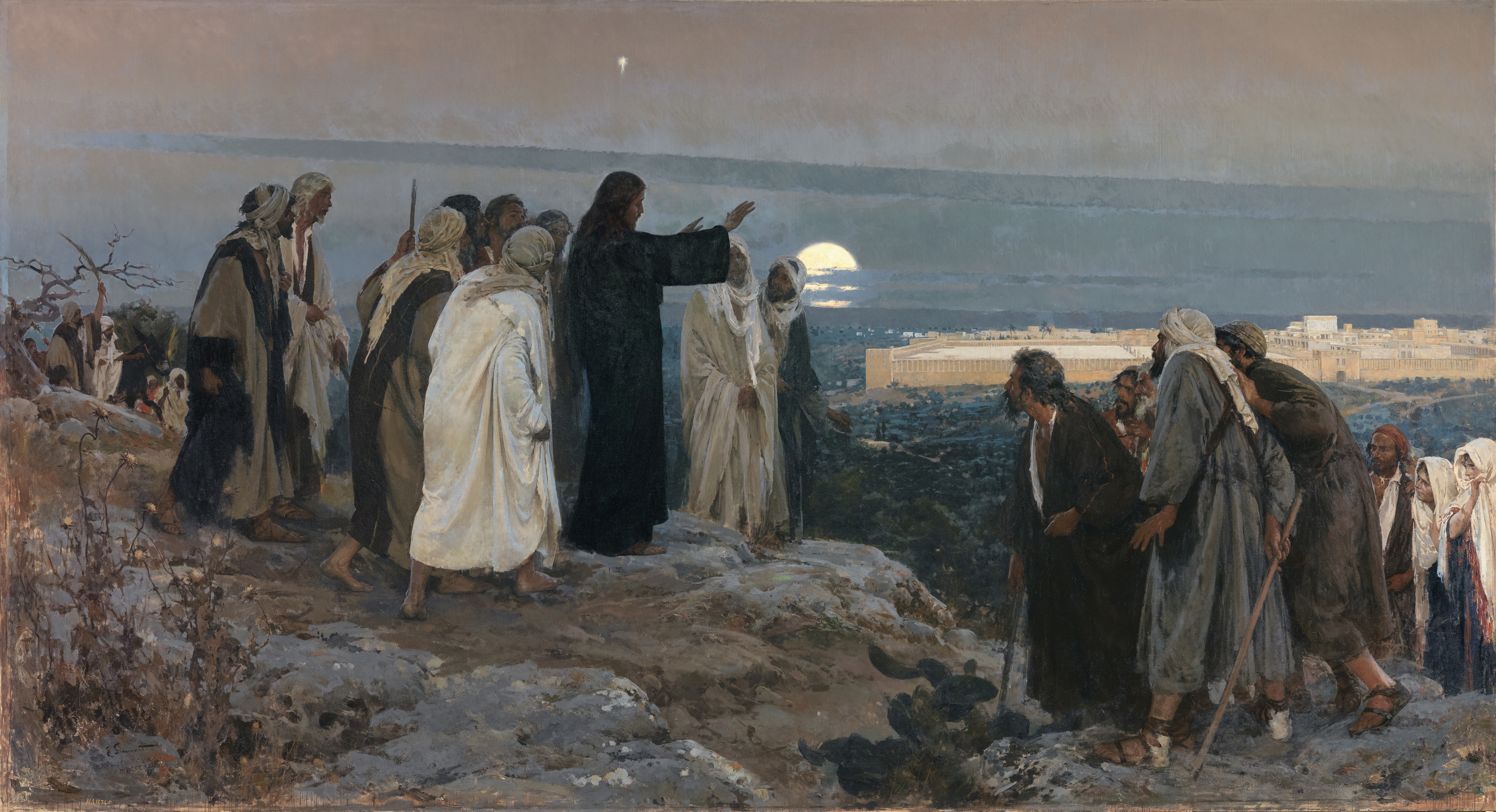
Flevit super illam, 1892 (Museo del Prado)
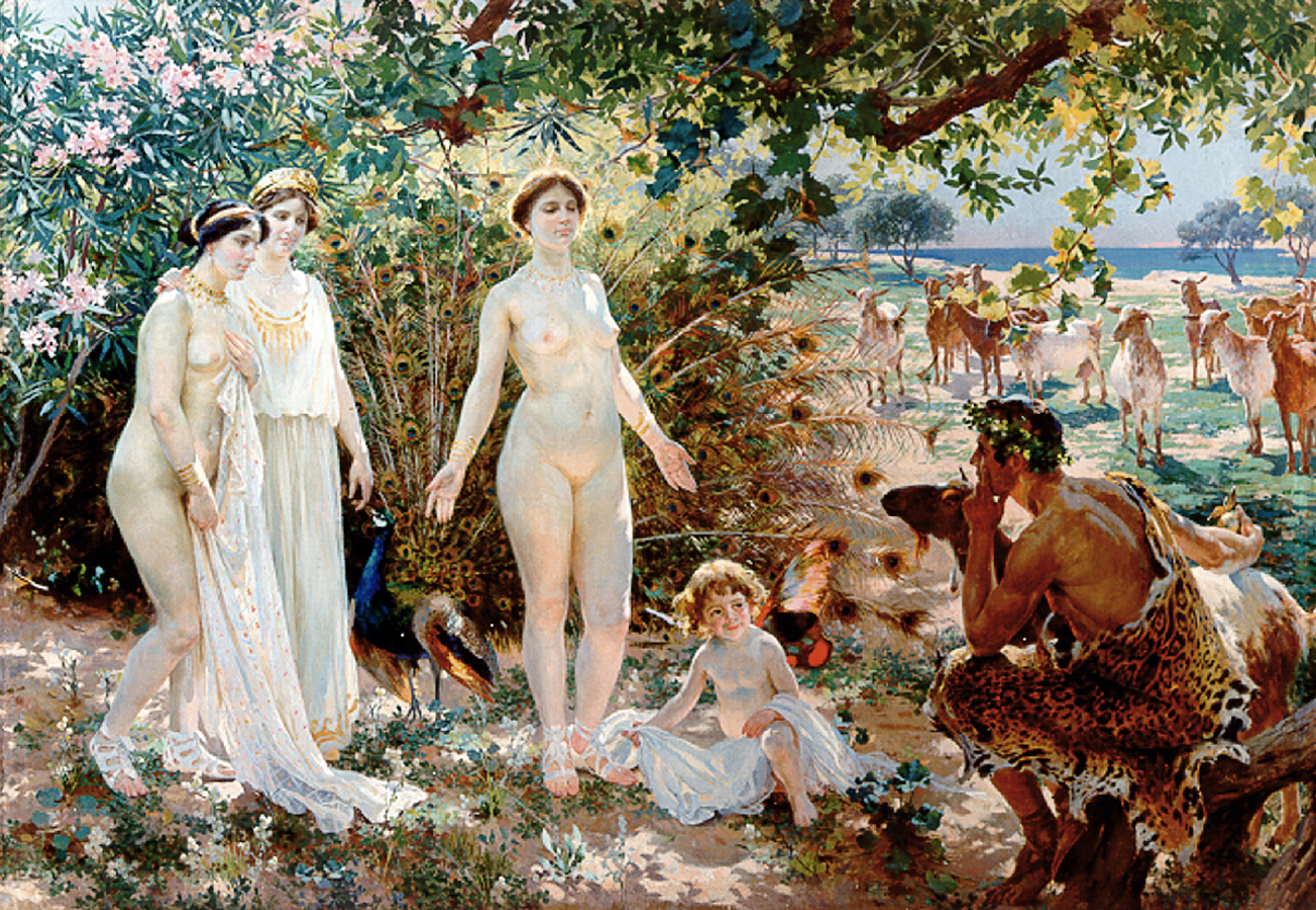
Il giudizio di Paride, 1904 (Museo de Bellas Artes de Málaga)